# Annecy
Annecy (francouzská výslovnost  an.si) je francouzské město v departementu Horní Savojsko v Auvergne-Rhône-Alpes u stejnojmenného jezera, někdy zvané alpské nebo francouzské Benátky.

## Historie
Annecy se nachází mezi švýcarskou Ženevou a francouzskými Chambéry. Jeho dějiny byly silně ovlivněny sousedstvím s těmito dvěma městy, a to hlavně v období od 10. do 19. století. Město bylo původně součástí a zároveň hlavním městem ženevského hrabství. Po jeho rozpadu v roce 1401 se včlenilo do savojského vévodství. Roku 1444 bylo savojskými princi ustanoveno hlavním městem regionu zahrnující Genevois, Faucigny a Beaufortain. S nástupem kalvinismu se stalo centrem reformace a sídlem ženevského biskupa. Během francouzské revoluce bylo savojské vévodství dobyto Francií a Annecy byly připojeny do departmentu Mont Blanc, jehož hlavním městem byly Chambéry. Po znovunastolení Bourbonů na francouzský trůn roku 1815 bylo město navráceno savojskému vévodství. Poté, co bylo Savojsko roku 1860 anektováno Francií, se Annecy stalo hlavním městem nového departmentu Haute-Savoie.
Ve městě je od roku 1822 sídlo biskupa z Annecy.

## Památky

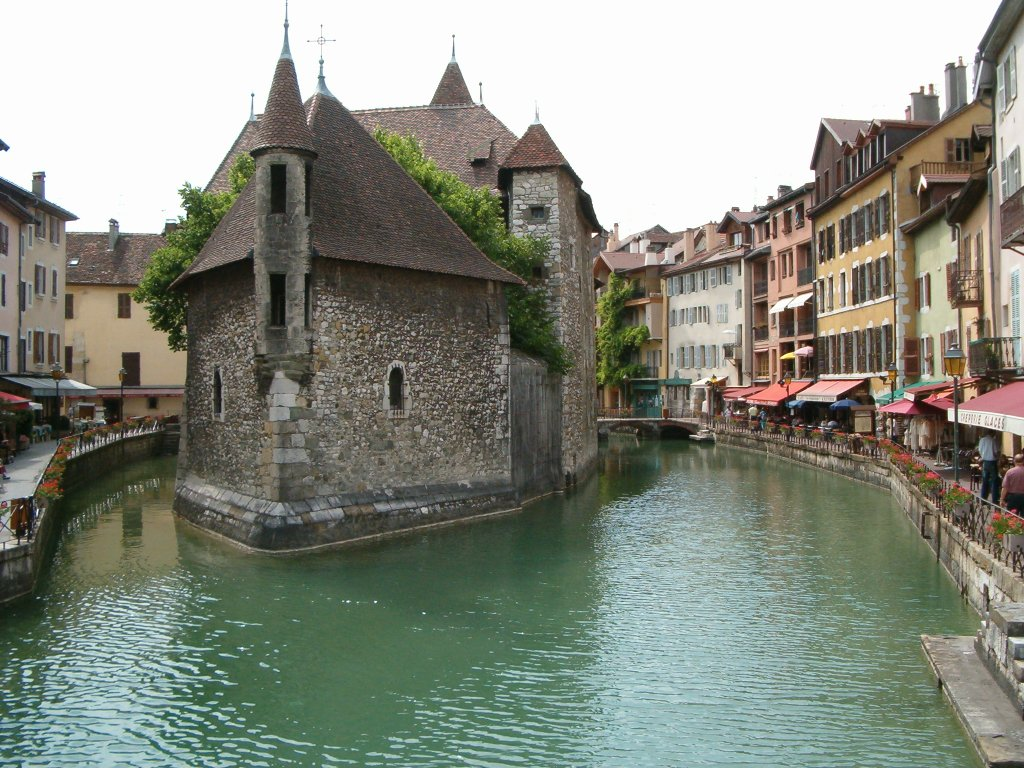
Le Palais de l'Isle

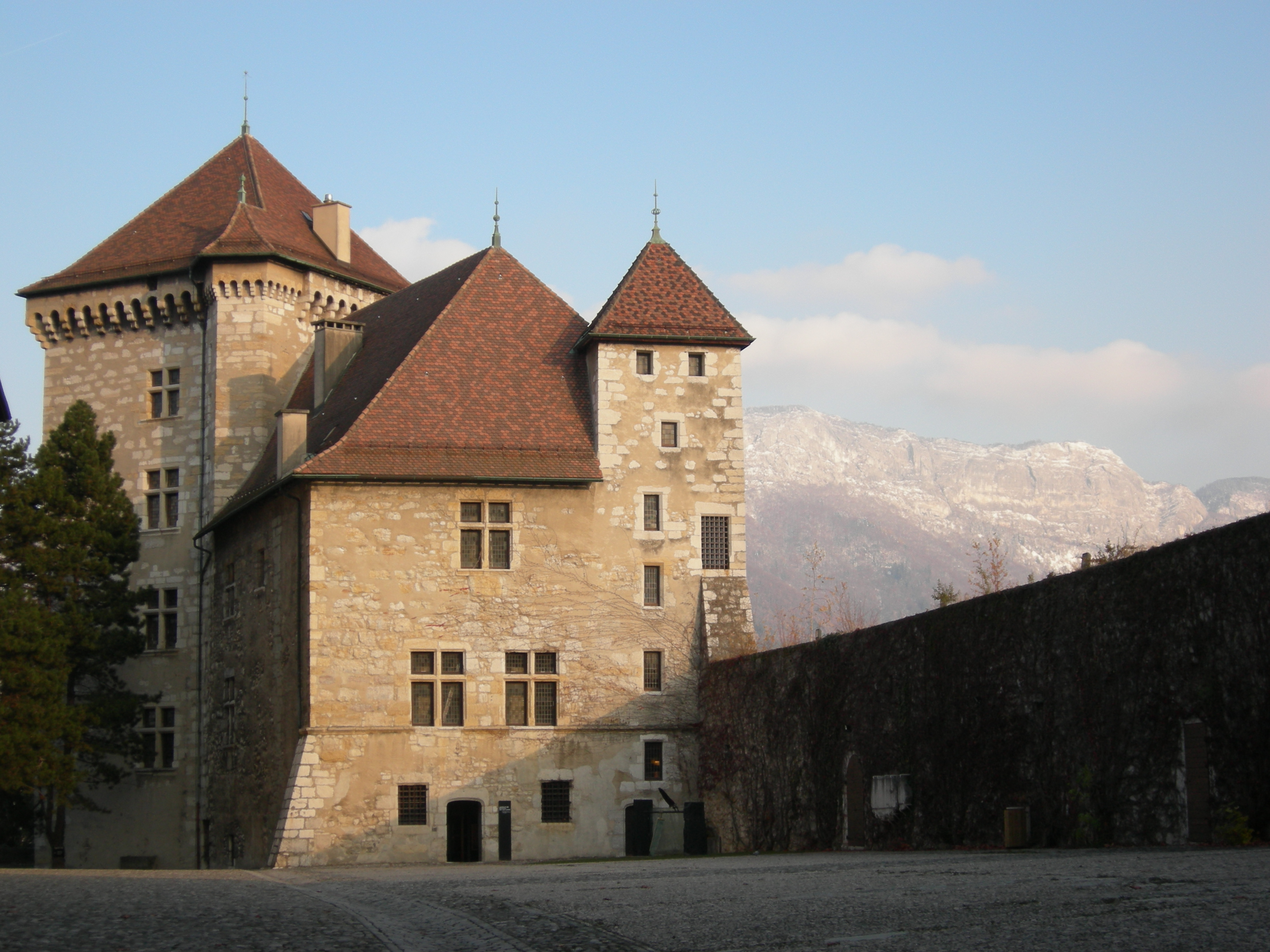
hrad Annecy

- hrad Annecy, historické sídlo hrabat ze Ženevy
- palác d'Isle z 12. století
- katedrála sv. Petra ze 16. století
- kostel sv. Mořice ve stylu plaménkové gotiky
- bazilika Saint-Joseph-des-Fins od Doma Bellota

## Kultura
Ve městě se od roku 1960 pořádá Mezinárodní festival animovaného filmu (francouzsky: Festival International du Film d'Animation d'Annecy, anglicky: The Annecy International Animated Film Festival), a to na počátku června. Původně bienále, od roku 1998 se odehrává každoročně. Jde o jeden ze čtyř festivalů, které podporuje Mezinárodní asociace animovaného filmu.

## Vývoj počtu obyvatel
Počet obyvatel

## Partnerská města
- Bayreuth, Německo
- Cheltenham, Spojené království
- Liptovský Mikuláš, Slovensko
- Rudolstadt, Německo
- Sainte-Thérèse, Kanada
- Vicenza, Itálie